# Тятно
Тя́тно (біл. Цятна) — невелике озеро в Верхньодвінському районі Вітебської області Білорусі.
Озеро розташоване за 33 км на північний схід від міста Верхньодвінськ, на висоті 130 м над рівнем моря.
З озера витікає річка Ужиця, права притока Західної Двіни.
Береги низькі, на півдні заболочені. Узбережжя заросле очеретом.
| Білорусь | Це незавершена стаття з географії Білорусі. Ви можете допомогти проєкту, виправивши або дописавши її. |